# Tweede facultatieve protocol bij het internationaal verdrag inzake burgerrechten en politieke rechten

Ondertekenaars van het tweede facultatieve protocol bij het IVBPR
Lid staten
ondertekend
geen lid

Het tweede facultatieve protocol bij het Internationaal Verdrag inzake burgerrechten en politieke rechten, dat gericht is op de afschaffing van de doodstraf, is een nevenovereenkomst van het Internationaal Verdrag inzake burgerrechten en politieke rechten. Het werd opgericht op 15 december 1989 en trad in werking op 11 juli 1991. Vanaf april 2022 heeft het Facultatief Protocol 90 staten die partij zijn. Het meest recente land dat ratificeerde was Kazachstan, op 24 maart 2022.
Het Facultatief Protocol verplicht zijn leden tot de afschaffing van de doodstraf binnen hun grenzen, hoewel artikel 2.1 partijen toestaat een voorbehoud te maken dat executie "in oorlogstijd op grond van een veroordeling voor een zeer ernstig misdrijf van militaire aard gepleegd in oorlogstijd" (Brazilië, Chili, El Salvador) wordt toegestaan. Cyprus, Malta en Spanje maakten aanvankelijk dergelijke voorbehouden en trokken ze vervolgens in. Azerbeidzjan en Griekenland blijven bij dit voorbehoud ten aanzien van hun tenuitvoerlegging van het protocol, ondanks het feit dat beide de doodstraf onder alle omstandigheden hebben verboden. (Griekenland heeft ook Protocol nr. 13 van het Europees Verdrag tot bescherming van de rechten van de mens geratificeerd, dat de doodstraf voor alle misdaden afschaft).